# Benevolenza (tassa)
Una benevolenza, chiamata anche contributo amorevole, contributo volontario o dono gratuito, era un tipo di imposta richiesta da diversi monarchi inglesi dal XV al XVII secolo. Sebbene apparisse un contributo volontario al re, in realtà si trattava per i sudditi di un obbligo. In ogni città venivano inviati commissari o lettere specificando il bisogno finanziario del re e chiedendo che i più ricchi della città pagassero. I richiedenti non potevano rifiutare di contribuire, a meno che non negassero il bisogno del re o professassero la propria povertà, un compito "senza dubbio difficile, se non praticamente impossibile". Le benevolenze permettevano al re di raccogliere fondi senza il consenso del Parlamento, che tradizionalmente doveva autorizzare qualsiasi imposta proposta dal re.
La prima benevolenza fu imposta nel 1473 da Edoardo IV. I risultati furono soddisfacenti per il re e quindi egli rifece una richiesta simile prima dell'invasione del Regno di Scozia del 1482 che rese alle casse reali maggiori introiti. Nonostante ciò, le benevolenze furono estremamente impopolari e guadagnarono a Edoardo IV una "reputazione di avarizia". Riccardo III tentò di fare simili esazioni, ma si scontrò con il netto rifiuto da parte del Parlamento che le definì imposizioni ingiuste e senza precedenti. Le benevolenze di Riccardo III non furono attuate e il Parlamento vietò la pratica nel 1484.
Il successore di Riccardo III, Enrico VII, ripropose la pratica esigendo una benevolenza nel 1491. Le sue manovre furono sostenute dal Parlamento, sebbene non da tutta la popolazione, e l'esazione gli valse 48 000 sterline. Enrico VIII riscosse ancora più benevolenze nel 1525 e nel 1545: la prima generò una ribellione che portò al suo ritiro, mentre la seconda si concluse con un profitto di 120 000 sterline. Durante il regno di Elisabetta I, le benevolenze furono raccolte solo poche volte negli anni 1580 e 1590, e poi solo a piccoli sottogruppi della popolazione, raccogliendo somme più modeste. Le benevolenze erano diventate sempre più impopolari e furono criticate dagli scrittori dell'epoca. L'ultima benevolenza del periodo Tudor fu riscossa nel 1599.
Le benevolenze furono riesumate quando Giacomo I, incontrando un ostinato Parlamento, nel 1614 le usò per aumentare il suo tesoro extra-parlamentare. La raccolta ebbe successo, ma un'ulteriore benevolenza richiesta nel 1620 per sostenere Federico V del Palatinato non lo ebbe, costringendo re Giacomo a convocare il Parlamento l'anno seguente. In seguito non furono raccolte altre benevolenze, sebbene sia Giacomo sia suo figlio Carlo I intrapresero preparativi per metterle in atto durante i loro regni.

## Esazione
La benevolenza era richiesta dal pubblico con metodi sostanzialmente identici a quelli delle prestanze. I commissari, in genere gentiluomini, viaggiavano da una città all'altra fornendo le ragioni per la benevolenza, spesso relative alla sicurezza del regno, e si avvicinavano agli uomini della città per giustificare la raccolta e chiedere del denaro. In alternativa, sotto l'autorità del monarca venivano inviate delle lettere agli individui più ricchi delle città sottolineando un pericolo. Le benevolenze erano di solito presentate come alternativa al servizio militare in un momento di crisi: il soggetto era obbligato ad aiutare il re in altri modi. Legalmente questi contributi erano considerati volontari, ma in pratica il soggetto di solito non poteva rifiutarsi di pagare quanto gli fosse chiesto. Poteva piuttosto contrattare con il commissario sull'importo. L'unico modo per sfuggire all'obbligo sarebbe stato negare la necessità, o definirsi in povertà, un fatto che era - come ha affermato uno storico - "senza dubbio difficile, se non praticamente impossibile".

## Invenzione tardo medievale: 1473–84

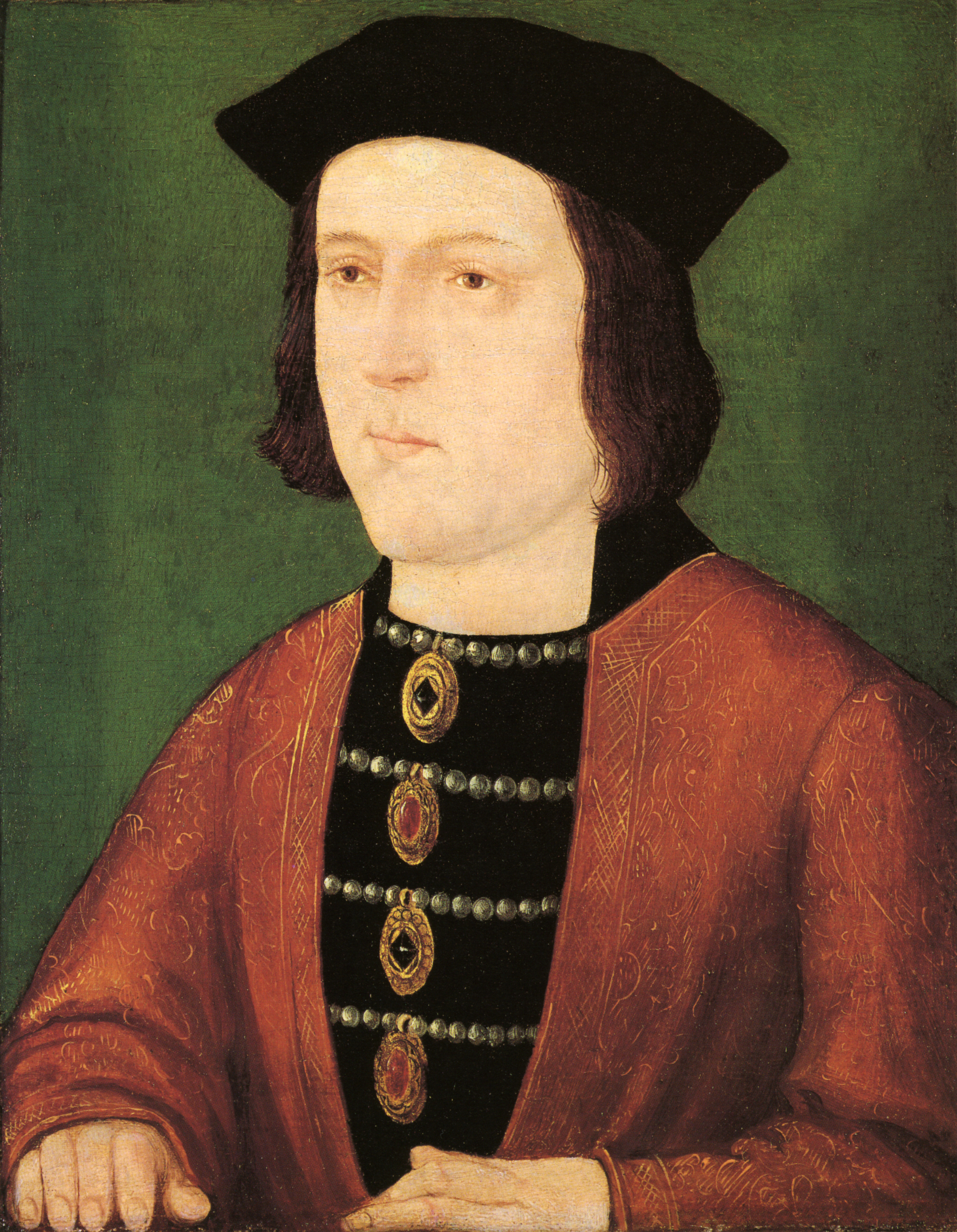
Edoardo IV (r. 1461–83) fu il primo re inglese a imporre benevolenze.

Secondo il medievista inglese Gerald Leslie Harriss, il concetto di benevolenza per finanziare le attività del re risale agli inizi del XIV secolo, quando le esortazioni a pagare tasse o concedere prestiti alla Corona mostrarono per la prima volta una comune "enfasi sulle caratteristiche gemelle dell'obbligo e della benevolenza".
Il primo re inglese a imporre una benevolenza vera e propria fu Edoardo IV nel 1473. In precedenza aveva imposto prestiti forzati, ma il termine "benevolenza" permise a Edoardo di abbandonare l'aspettativa di dover ripagare i suoi sudditi. Inoltre, si prevedeva che le prestazioni fossero imposte solo entro i limiti della ragione, mentre la buona volontà verso un re doveva essere illimitata. Le benevolenze erano, ai fini di Edoardo, una nuova forma di tassazione extraparlamentare, con la quale poteva aggravare le già pesanti tasse degli anni 1470. Queste benevolenze erano giustificate in riferimento alla presunta incombente minaccia costituita dal Regno di Francia, contro la quale il re propose di guidare il suo esercito di persona. In totale, il re raccolse 21 000 sterline, un importo notevole, più di tre volte quello che il re aveva raccolto con l'imposta sul reddito del 1450. Il re fece imposizioni simili dal 1480 al 1482, per finanziare l'invasione inglese della Scozia del 1482. La resa di questa benevolenza superò quella del 1473, arrivando fino a quasi 30 000 sterline. Questi sviluppi divennero un aspetto incredibilmente impopolare del dominio di Edoardo. Domenico Mancini, un italiano che visitò l'Inghilterra alla fine del regno di Edoardo, commentò che il re aveva acquisito una "reputazione di avarizia" per la sua incessante ricerca di ricchezza attraverso tali metodi, una reputazione che era allora "proclamata pubblicamente".
Riccardo III tentò più volte di fare una richiesta simile, ma incontrò la severa opposizione del Parlamento. In Parlamento, le benevolenze venivano denigrate come "a new imposicion [...] wherby dyvers yeres [in various years] the subgettes and Comens [subjects and Commons] of this londe [land] agaynst their willes and fredome have paid grete sommes of money to their almost utter destruccion"; questo sentimento era ripreso dall'ecclesiastica Croyland Chronicle, che racconta "la posa dei nuovi e inauditi servizi di benevolenza, dove ognuno dà ciò che vuole, o più sinceramente non vuole". Nel 1484, una delle prime leggi che furono approvate nell'unico Parlamento di re Riccardo, mise fuori legge le benevolenze.

## Utilizzo da parte dei Tudor: 1491–1599

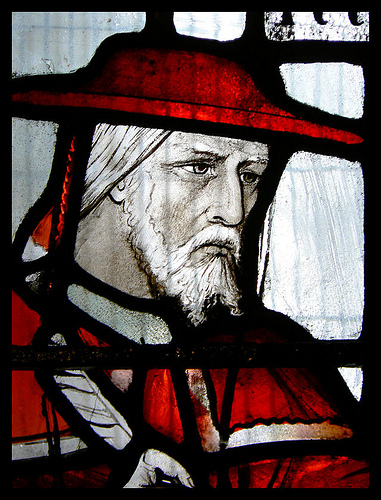
Al cardinale John Morton fu attribuita una lite sulla prima benevolenza introdotta da re Enrico VII; da questa derivò il modo di dire "Morton's Fork".

Dopo aver deposto Riccardo III, Enrico VII ignorò deliberatamente questa legge, facendo un uso sostanziale delle benevolenze durante il suo regno, definendoli "contributi amorevoli". Nel 1491, sette anni dopo l'approvazione della legge, assunse dei commissari per procurarsi tali doni dai suoi sudditi. Inoltre, all'inizio di quell'anno, Enrico VII aveva convocato un Magnum Concilium per autorizzarlo a riscuotere questa benevolenza, dando il "contributo" almeno la parvenza di legittimità e consenso popolare. Il lord cancelliere e l'arcivescovo di Canterbury John Morton litigarono sulla forma di tassazione: se uno viveva con modestia, poteva risparmiare e così poteva permettersi un donativo per il re; se uno viveva nel lusso, non avrebbe avuto risparmi da devolvere al re. A questa lite fu dato il soprannome di "Morton's Fork", un termine che è entrato nell'uso comune come espressione di qualsiasi dilemma tra due opzioni spiacevoli. I commissari utilizzavano l'argomentazione contro qualsiasi soggetto riluttante per chiedere somme esorbitanti di denaro. Anche Enrico utilizzò giustificazioni simili a quelle che Edoardo aveva impiegato 20 anni prima, per cui si sottolineava la minaccia della Francia: commissari armati del proclamavano che "Carlo di Francia non solo occupa ingiustamente il Regno di Francia del re, ma minaccia la distruzione dell'Inghilterra"  — e il re propose di guidare personalmente l'esercito inglese. La benevolenza fu proposta come alternativa al servizio militare.
Questa azione ottenne il sostegno retroattivo del Parlamento, che nel 1496 emise una legge per imporre la sua benevolenza dopo che i suoi membri erano stati minacciati di morte. Secondo lo storico Roger Schofield, all'inizio del periodo Tudor, le benevolenze venivano utilizzate solo per anticipare o integrare "la riscossione di imposte debitamente autorizzate da un piccolo numero di soggetti ricchi", piuttosto che come mezzo per "sovvenzioni parlamentari sostitutive". In effetti, la Great Chronicle osservò che questa tassa causò "meno rancore sui comuni" rispetto alle tasse precedenti, poiché solo "uomini di buona sostanza" erano invitati a contribuire. Tuttavia, lo storico Peter Holmes sostenne che la benevolenza veniva "pagata solo con riluttanza" dalla popolazione tassata, con l'annuncio del Magnum Concilium che alleviava poco la loro irritazione. In breve, con questa benevolenza, Enrico VII raccolse 48 000 sterline, un importo superiore a quello dei suoi predecessori.
Il re Enrico VIII continuò la pratica di raccogliere benevolenze riavviata da suo padre. Nel 1525, tentò di imporre la sovvenzione amichevole, una benevolenza obbligatoria raccolta da ampie fasce della popolazione. Si prevedeva di raccogliere l'enorme cifra di 333 000 sterline. Ciò si rivelò estremamente impopolare, poiché si discostava dalle precedenti benevolenze; le precedenti venivano richieste solo ai più ricchi e l'entità dei pagamenti era calcolata su base individuale. Non aiutò il fatto che la sovvenzione seguisse due grandi prestiti, non ancora pagati, che il re aveva stipulato nel 1522 e nel 1523, per un importo complessivo di 260 000 sterline. Pertanto, molti si opposero alla sovvenzione per motivi costituzionali. Come affermava lo storico Michael Bush, "[senza alcuna garanzia di rimborso, e non autorizzata né dal Parlamento né da una convocazione ma semplicemente dalla commissione, sapeva di novità e illegittimità". Il principale promotore della sovvenzione amichevole, il cardinale Thomas Wolsey, affrontò le critiche che lo definirono "sovvertitore delle leggi e delle libertà inglesi". I commissari della sovvenzione incontrarono una popolazione riluttante, molti sudditi si dissero in povertà per sfuggire alla tassa. L'aspetto obbligatorio della sovvenzione amichevole fu presto abbandonato e, dopo che nel Sud Est divamparono delle proteste, seguite da rivolte nel Suffolk e nell'Essex, la benevolenza fu completamente abbandonata.
Enrico VIII impose nuovamente una benevolenza nel 1545. Questa volta Enrico fece più attenzione a evitare la ribellione: le tariffe furono abbassate e la soglia di reddito alzata. Il re, tuttavia, non evitò la severità nel far rispettare questa benevolenza; un assessore di Londra fu portato al confine con il Regno di Scozia per combattere gli scozzesi come punizione per l'esitazione nel pagare la tassa. Anche il retroterra politico degli anni 1540 fu di aiuto: la minaccia francese si era manifestata con la battaglia del Solent del 1545 e si erano succeduti una lunga serie di buoni raccolti a partire dal 1525. Questa raccolta si concluse con successo: furono raccolte 120 000 sterline per la Corona.

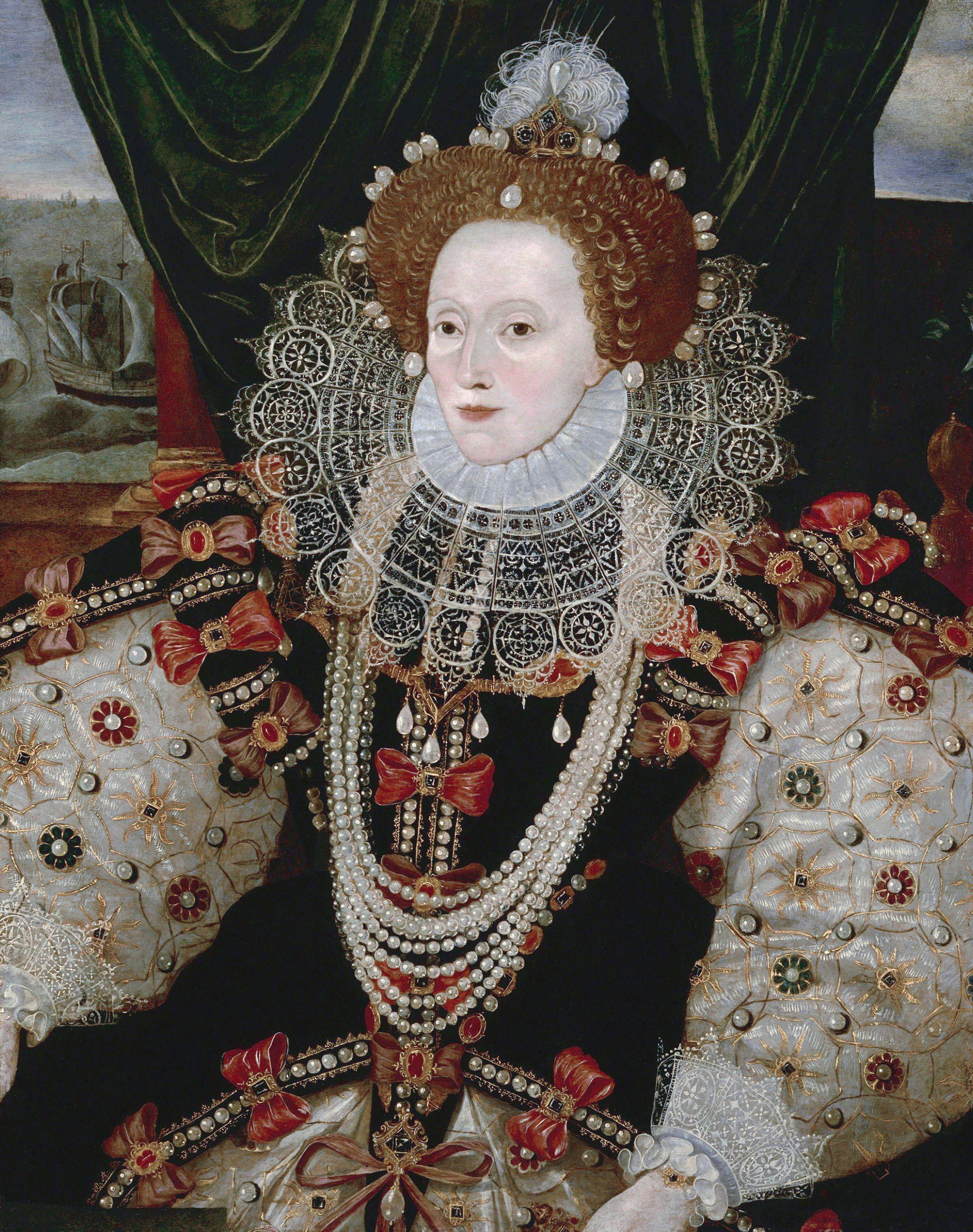
Elisabetta I (1558-1603) fu più contraria alle benevolenze dei suoi predecessori e ne chiese solo una negli anni 1580 e 1590.

La prima benevolenza raccolta durante il regno di Elisabetta I fu imposta al clero nel 1580. Furono raccolte le 21 000 sterline necessarie per riparare il porto di Dover, che si era deteriorato costantemente dai tempi della sua costruzione sotto Enrico VIII. Il Consiglio Privato di Elisabetta decise di trovare un modo per raccogliere questa somma dalla nazione. Oltre alle tasse sui ricusanti, sulle navi e sulle birrerie, il Consiglio Privato inviò una benevolenza alla Chiesa, esortando anche i sacerdoti ricchi a donare almeno un decimo delle loro entrate per tre anni per finanziare le riparazioni. Alla fine, la benevolenza fu raccolta in cinque anni  e il finanziamento della riparazione dipese principalmente dalle tariffe delle navi. Tuttavia, l'idea delle benevolenze sul clero ispirò le future manovre finanziarie nel regno di Elisabetta.
Spinta dalle campagne francesi finanziariamente gravose degli anni 1590, il consigliere principale di Elisabetta e lord gran tesoriere William Cecil, I barone Burghley, elaborò i piani per raccogliere una benevolenza nel 1594 prevedendo di raccogliere 30 000 sterline , ma questi piani non furono mai messi in pratica. Nel 1596 fu imposta un'altra benevolenza al clero per finanziare la guerra anglo-spagnola, ma esso era così riluttante che apparentemente non fu mai raccolta. Dopo la morte di lord Burghley nel 1598, venne alla luce la gravità della situazione finanziaria del Regno, ormai prossimo al fallimento; pochi giorni dopo la sua morte, a Londra si stavano diffondendo voci secondo le quali la regina aveva solo 20 000 sterline nel suo tesoro. Nel mezzo di numerosi prestiti richiesti dal governo, nel 1599 fu imposta una benevolenza ad avvocati e funzionari di diversi uffici governativi. Il governo avrebbe dovuto riscuoterne un'altra poco dopo, invece la Corona vendette parte delle sue terre, raccogliendo la somma di 212 000 sterline.
Le benevolenze, insieme ad altre forme di tassazione extraparlamentare, divennero sempre più impopolari durante il regno di Elisabetta. Elisabetta imponeva le benevolenze molto meno spesso dei suoi predecessori, con la notevole eccezione di quei doni attesi dai suoi sudditi durante le entrate reali. Il suo governo fu anche rapido a negare l'accusa di esigere troppe tasse; lord Burghley affermò, in un acceso dibattito, che Elisabetta non avrebbe mai "accettato qualsiasi cosa le fosse stata data involontariamente", comprese le benevolenze "di cui non aveva bisogno". Ciò non lo salvò dalle satire degli scrittori contemporanei. Thomas Heywood, nella sua opera teatrale Edward IV, pubblicata anonimamente nel 1599, descrive le benevolenze del dominio di Edoardo IV come equivalenti a estorsioni, un giudizio che, come commenta lo storico Andrew Whittle, sarebbe "fin troppo familiare al pubblico di Heywood". La storia di Sir John Hayward The Life and Raigne of King Henrie IIII (1599) fu considerata una satira verso la Corona per motivi simili, portando a un interrogatorio del procuratore generale Sir Edward Coke dove l'autore fu costretto a confessare affermando di aver "selezionato una storia di 200 anni, e di averla pubblicata l'anno scorso, con l'intenzione di applicarla in questo tempo". Tra i punti sediziosi criticati da Coke nell'opera c'era la rappresentazione anacronistica delle benevolenze durante il regno di Enrico IV.

## Rinascita con gli Stuart: 1614–33

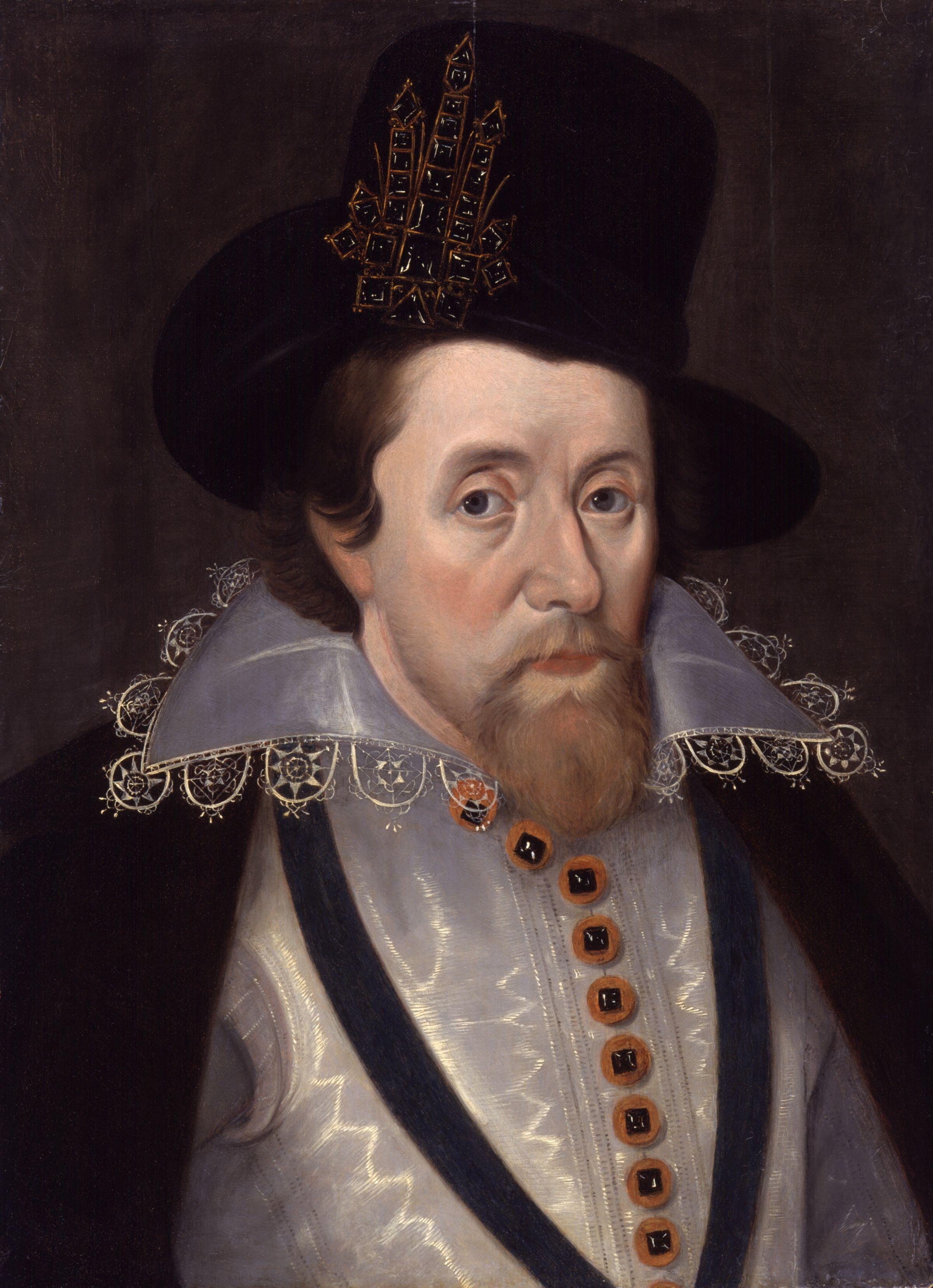
Giacomo I (r. 1603–25) ravvivò la pratica delle benevolenze nel 1614.

Dopo il rilassamento delle benevolenze durante il regno di Elisabetta, esse non furono richieste fino all'ultimo periodo del regno di Giacomo I. Di fronte a un Parlamento irremovibile, Giacomo I resuscitò la pratica nel 1614. Aveva già ricevuto grandi donazioni dal clero, in particolare dall'arcivescovo George Abbot, indicando che i suoi ricchi soggetti erano pronti a sostenerlo. Furono spedite lettere che descrivevano dettagliatamente la compassione di coloro che avevano contribuito volontariamente a favore del re in assenza di tasse parlamentari e che invitavano i gentiluomini a fare altrettanto. Queste furono seguite, solo due mesi dopo, da lettere che descrivevano con urgenza la sconfitta di molti alleati dell'Inghilterra sul continente, e quindi la necessità di un contributo al fondo militare del re. La benevolenza generò proteste, ma alla fine permise di raccogliere circa 65 000 sterline, grazie al sostegno di questi soggetti benestanti.
Nel 1620, Giacomo I dichiarò la sua intenzione di sostenere militarmente Federico V del Palatinato, da poco spodestato. Tuttavia, era chiaro che le sterili casse reali non potevano coprire il costo di una simile impresa militare, quindi il re introdusse un'altra benevolenza nel febbraio di quell'anno. La causa di Federico era diventata estremamente popolare nel Regno d'Inghilterra, identificata con la preservazione del Protestantesimo nel continente, e molte figure di spicco diedero un grande contributo: l'allora apparente Carlo decise di pagare 10 000 sterline; a ogni grande signore furono chieste 1 000 sterline; e il segretario di Stato Robert Naunton promise di versare 200 sterline a un anno dalla fine della guerra. La somma raccolta apparentemente era insoddisfacente per il re, poiché chiese un altro contributo a ottobre e a novembre, ma una prevista recessione dei prezzi del mais fece sì che molti dei più ricchi uomini del regno non fossero disposti a contribuire tanto quanto avevano fatto in precedenza. In totale, nonostante questo apparente sostegno pubblico, Giacomo ricevette solo 30 000 sterline, meno della metà di quello che aveva incassato in precedenza, e così fu costretto a convocare il Parlamento nel 1621 per aumentare le tasse. Tuttavia, una volta sciolto questo Parlamento, Giacomo impose un'altra benevolenza all'inizio del 1622. Ciò incontrò opposizione: un opuscolo contemporaneo riferiva che la popolazione non si era opposta solo sulla base della propria povertà, ma anche in base alle leggi emanate da Edoardo IV e ancora esistenti. Nonostante questo riuscì a raccogliere oltre 116 000 sterline, quasi quanto i fondi raccolti dal Parlamento l'anno precedente.
Successivamente, non furono imposte altre benevolenze, sebbene fossero state proposte altre due volte verso la fine del regno di Giacomo I, nel 1622 e nel 1625. Nel 1633, Carlo I permise al diplomatico Francis Nethersole di raccogliere una benevolenza per conto di Elisabetta Stuart, rimasta da poco vedova di Federico V del Palatinato. Una conseguente disputa tra Nethersole e uno dei suoceri del re causò l'abbandono dei piani.

### Inflazione
1. ↑  21 000 sterline del 1473 equivalgono approssimativamente a 25 500 000 sterline del 2020, secondo i calcoli basati sulla misura dell'inflazione con l'indice dei prezzi al consumo.
2. ↑  30 000 sterline del 1482 equivalgono approssimativamente a 21 300 000 sterline del 2020, secondo i calcoli basati sulla misura dell'inflazione con l'indice dei prezzi al consumo.
3. ↑  48 000 sterline del 1491 equivalgono a poco meno di 35 400 000 sterline del 2020, secondo i calcoli basati sulla misura dell'inflazione con l'indice dei prezzi al consumo.
4. ↑  333 000 sterline del 1525 equivalgono a poco meno di 250 100 000 sterline del 2020, secondo i calcoli basati sulla misura dell'inflazione con l'indice dei prezzi al consumo.
5. ↑  260 000 sterline del 1525 equivalgono a poco meno di 195 200 000 sterline del 2020, secondo i calcoli basati sulla misura dell'inflazione con l'indice dei prezzi al consumo.
6. ↑  120 000 sterline del 1545 equivalgono a poco meno di 58 300 000 sterline del 2020, secondo i calcoli basati sulla misura dell'inflazione con l'indice dei prezzi al consumo.
7. ↑  21 000 sterline del 1580 equivalgono a poco meno di 6 800 000 sterline del 2020, secondo i calcoli basati sulla misura dell'inflazione con l'indice dei prezzi al consumo.
8. ↑  30 000 sterline del 1594 equivalgono a poco meno di 7 100 000 sterline del 2020, secondo i calcoli basati sulla misura dell'inflazione con l'indice dei prezzi al consumo.
9. ↑  20 000 sterline del 1598 equivalgono a poco meno di 3 900 000 sterline del 2020, secondo i calcoli basati sulla misura dell'inflazione con l'indice dei prezzi al consumo.
10. ↑  212 000 sterline del 1599 equivalgono a 49 100 000 sterline del 2020, secondo i calcoli basati sulla misura dell'inflazione con l'indice dei prezzi al consumo.
11. ↑  65 000 sterline del 1614 equivalgono a 12 200 000 sterline del 2020, secondo i calcoli basati sulla misura dell'inflazione con l'indice dei prezzi al consumo.
12. ↑  10 000 sterline del 1620 equivalgono a 2 100 000 sterline del 2020, secondo i calcoli basati sulla misura dell'inflazione con l'indice dei prezzi al consumo.
13. ↑  1000 sterline del 1620 equivalgono a 200 000 sterline del 2020, secondo i calcoli basati sulla misura dell'inflazione con l'indice dei prezzi al consumo.
14. ↑  200 sterline del 1620 equivalgono a 42 000 sterline del 2020, secondo i calcoli basati sulla misura dell'inflazione con l'indice dei prezzi al consumo.
15. ↑  30 000 sterline del 1620 equivalgono a 6 300 000 sterline del 2020, secondo i calcoli basati sulla misura dell'inflazione con l'indice dei prezzi al consumo.
16. ↑  116 000 sterline del 1622 equivalgono a 20 800 000 sterline del 2020, secondo i calcoli basati sulla misura dell'inflazione con l'indice dei prezzi al consumo.

### Annotazioni
1. ↑  Nell'originale latino: nova et inaudita impositio muneris ut per benevolentiam quilibet daret id quod vellet, immo verius quod nollet.
2. ↑  
La benevolenza era di discutibile legalità sotto lo statuto di Riccardo, ma non sembrano esserci prove a sostegno dell'affermazione di alcuni storici secondo cui i Tudor consideravano non validi tutti gli atti del regno di Riccardo III (Chrimes 1972, p. 203.)
3. ↑  Questo argomento fu attribuito a Morton esclusivamente da Francesco Bacone, nella sua History of the Reign of King Henry VII. La stessa discussione fu attribuita al sacerdote Richard Foxe da Erasmo da Rotterdam, citando Sir Thomas More (Chrimes 1972, p. 203.)

### Fonti
1. 1 2  Chrimes 1972, p. 202.
2. ↑  Braddick 1996, pp. 84-85.
3. ↑  Braddick 1996, p. 85.
4. 1 2  Harriss 1963, p. 17.
5. ↑  Harriss 1963, p. 8.
6. ↑  Harriss 1963, p. 7.
7. ↑   benevolence (n.), su Online Etymology Dictionary. URL consultato il 17 marzo 2020.
8. 1 2 3   Benevolence, su Encyclopaedia Britannica. URL consultato il 17 marzo 2020.
9. 1 2  Harriss 1963, p. 12.
10. 1 2 3  Virgoe 1989, p. 26.
11. 1 2  Harriss 1963, p. 9.
12. ↑  Virgoe 1989, pp. 26-27.
13. 1 2  Virgoe 1989, p. 38.
14. 1 2  Whittle 2017, p. 235.
15. ↑  Virgoe 1989, p. 25.
16. 1 2 3 4   Voce "Benevolence" nell'edizione del 1911 dell'Encyclopædia Britannica., su en.wikisource.org.
17. 1 2 3  Gunn 1995, p. 137.
18. ↑  Whittle 2017, p. 121.
19. 1 2  Holmes 1986, p. 856.
20. ↑   Morton's Fork, in Oxford Dictionary of Phrase and Fable. URL consultato il 17 marzo 2020.
21. ↑  Tanner 1922, p. 621.
22. ↑  Dietz 1964a, p. 56.
23. ↑  Schofield 2004, pp. 202-3.
24. 1 2 3 4 5  Gunn 1995, p. 138.
25. 1 2 3 4  Schofield 2004, p. 202.
26. 1 2 3 4  Bush 1991, p. 393.
27. 1 2  Bush 2009, p. 137.
28. ↑  Gunn 1995, p. 132.
29. ↑  Dietz 1964b, pp. 45-46.
30. 1 2  Dietz 1964b, p. 78.
31. ↑  Dietz 1964b, p. 47.
32. ↑  Dietz 1964b, p. 73.
33. ↑  Dietz 1964b, pp. 86-87.
34. ↑  Tanner 1922, p. 620.
35. ↑  Whittle 2017, p. 236.
36. ↑  Whittle 2017, pp. 235-236.
37. ↑  Whittle 2017, pp. 234-235.
38. ↑  Boyer 2003, pp. 279-280.
39. 1 2  Croft 2003, p. 94.
40. ↑  Cramsie 2002, p. 139.
41. 1 2 3  Dietz 1964b, p. 158.
42. ↑  Croft 2003, p. 109.
43. ↑  Dietz 1964b, p. 186.
44. ↑  Dietz 1964b, pp. 186-187.
45. ↑  Dietz 1964b, p. 187.
46. ↑  Croft 2003, pp. 109-110.
47. ↑  Dietz 1964b, p. 194.
48. ↑  White 2016, p. 84.